# Липовка (Липоводолинский район)
Липовка (укр. Липівка) — село,
Панасовский сельский совет,
Липоводолинский район,
Сумская область,
Украина.
Код КОАТУУ — 5923283802. Население по переписи 2001 года составляло 19 человек.

## Географическое положение
Село Липовка находится на правом берегу реки Липовка,
выше по течению на расстоянии в 4 км расположено село Великое (Роменский район),
ниже по течению на расстоянии в 2 км расположено село Липовское.
Рядом проходит автомобильная дорога Т-1913.

## Экономика
- Молочно-товарная ферма.